# شیگاراکی واره

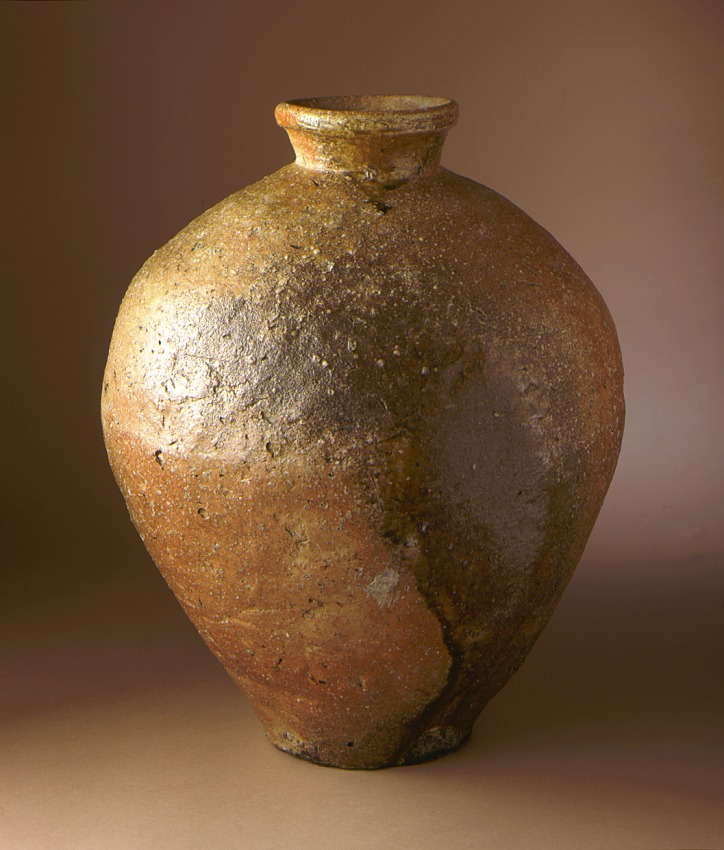

شیگاراکی واره (به ژاپنی: 信楽焼 Shigaraki ware) نوعی سنگینه ساخته شده در منطقه شیگاراکی، شیگا ژاپن است.
در اواخر قرن شانزدهم، استاد مراسم چای سن نو ریکیو ساخت نوعی خاص از شیگاراکی به نام «ریکیو شیگاراکی» را مورد حمایت و تشویق قرار داد.